# Поценкарб
Поценкарб (пол. Pociękarb, нім. Potzenkarb) — село в Польщі, у гміні Ренська Весь Кендзежинсько-Козельського повіту Опольського воєводства.
Населення — 146 осіб (2011).

## Демографія
Демографічна структура станом на 31 березня 2011 року:
|          | Загалом | Допрацездатний вік | Працездатний вік | Постпрацездатний вік |
| -------- | ------- | ------------------ | ---------------- | -------------------- |
| Чоловіки | 72      | 10                 | 49               | 13                   |
| Жінки    | 74      | 7                  | 48               | 19                   |
| Разом    | 146     | 17                 | 97               | 32                   |